# Luiz Gustavo
Luiz Gustavo Dias (* 23. července 1987 Pindamonhangaba) je brazilský profesionální fotbalista, který hraje na pozici defensivního záložníka za saúdskoarabský klub An-Nassr FC. Mezi lety 2011 a 2016 odehrál také 40 utkání v dresu brazilské reprezentace, ve kterých vstřelil 2 branky.

## Klubová kariéra
Luiz Gustavo zahájil profesionální fotbalovou kariéru v brazilském klubu SC Corinthians Alagoano. V srpnu 2007 odešel na hostování do německého celku TSG 1899 Hoffenheim, kam 1. dubna 2008 přestoupil. V německé Bundeslize debutoval 16. srpna 2008 proti FC Energie Cottbus (výhra 3:0). První ligový gól dal 18. září 2010 v zápase s 1. FC Kaiserslautern (remíza 2:2).

### Bayern Mnichov
V lednu 2011 podepsal smlouvu do 30. června 2015 s bavorským klubem Bayern Mnichov. V ročníku 2011/12 se probojoval s Bayernem do finále DFB-Pokalu proti Borussii Dortmund. Na vítězství to nestačilo bavorský klub podlehl soupeři 2:5. V sezóně 2012/13 získal s Bayernem bundesligový titul již 6 kol před koncem soutěže, ve 28. kole německé Bundesligy. 11. května 2013 ve 33. kole přispěl jedním gólem k vítězství 3:0 nad Augsburgem.
V prvním zápase semifinále Ligy mistrů 2012/13 23. dubna 2013 byl u výhry 4:0 nad Barcelonou. Nastoupil na hřiště ve druhém poločasu a podal dobrý výkon. Bayern si zajistil výbornou pozici do odvety. Ve finále 25. května ve Wembley proti Borussii Dortmund nastoupil na hřiště až v 90. minutě, Bayern zvítězil 2:1 a získal nejprestižnější pohár v evropském fotbale. Gustavo s Bayernem vyhrál i DFB-Pokal, 1. června 2013 porazil bavorský klub ve finále VfB Stuttgart 3:2 a získal tak treble (tzn. vyhrál dvě hlavní domácí soutěže plus titul v Lize mistrů resp. PMEZ) jako sedmý evropský klub v historii. Hráč ve finále nenastoupil.

### VfL Wolfsburg
V srpnu 2013 přestoupil do jiného bundesligového klubu VfL Wolfsburg, ačkoli byl spojován s přestupem do anglického Arsenalu. Ve Wolfsburgu podepsal smlouvu do roku 2018. 8. února 2014 vstřelil třetí gól utkání proti 1. FSV Mainz 05, čímž stanovil konečné skóre 3:0 pro Wolfsburg.

### Olympique Marseille
V červenci 2017 přestoupil z Wolfsburgu do francouzského klubu Olympique Marseille.

## Reprezentační kariéra
10. srpna 2011 debutoval v A-týmu Brazílie proti domácí reprezentaci Německa. Přišel na hrací plochu v 86. minutě, Brazílie prohrála 2:3.
Zúčastnil se Konfederačního poháru FIFA 2013 v Brazílii, kde brazilský tým získal zlaté medaile po vítězství 3:0 ve finále nad Španělskem.
Trenér Luiz Felipe Scolari jej vzal na domácí Mistrovství světa 2014 v Brazílii. V semifinále proti Německu byl u historického brazilského debaklu 1:7, v prvním poločase Brazilci dovolili Němcům do 29. minuty pětkrát skórovat. Brazilci obsadili konečné čtvrté místo a zůstali bez medaile.

## Úspěchy
- Tým roku Ligue 1 podle UNFP – 2017/18[21]
- Sestava sezóny Evropské ligy UEFA – 2017/18[22]